# Równina Pszczyńska
Równina Pszczyńska (512.21) – mezoregion fizycznogeograficzny w południowej Polsce, stanowiący północną część Kotliny Oświęcimskiej. Region graniczy od północnego zachodu z Płaskowyżem Rybnickim, a od północnego wschodu z Pagórami Jaworznickimi. Na południu region graniczy z Doliną Górnej Wisły, a na samej północy styka się Wyżyną Katowicką. Cały mezoregion leży w zasięgu woj. śląskiego. Region leżący na północ od doliny Wisły przecina rzeka Pszczynka.
Równina Pszczyńska jest piaszczystą, lekko pofalowaną równiną, osiągającą wysokości 250–270 m n.p.m. (pochylenie ku wschodowi). Podłoże zbudowane jest z utworów czwartorzędowych, wśród których występują osady morza mioceńskiego o znacznej miąższości. Jest to region o dużym zalesieniu (przede wszystkim sosna), głównym kompleksem leśnym są Lasy Pszczyńskie z rezerwatem żubrów.
Głównymi ośrodkami miejskimi regionu są Pszczyna, Tychy i (częściowo) Orzesze.
Równina Pszczyńska rozpościera się na terenie gmin: Pszczyna, Tychy, Orzesze, Wyry, Kobiór, Goczałkowice-Zdrój, Pawłowice, Bojszowy i Miedźna.